# Etayoa
Etayoa is een geslacht van uitgestorven hoefdieren uit de Xenungulata uit het Vroeg-Eoceen van noordelijk Zuid-Amerika.

## Etymologie
Het geslacht van de typesoort Etayoa bacatensis werd door paleontoloog Carlos Villarroel vernoemd naar Fernando Etayo Serna, die veel heeft bijgedragen aan het paleontologisch en stratigrafisch onderzoek in Colombia. Het soort epitheton bacatensis verwijst naar Bacatá, de naam in Muysccubun voor de belangrijkste nederzetting van de zuidelijke Muiscaconfederatie; waarvan de naam is gebruikt voor de huidige Colombiaanse hoofdstad Bogotá, gesticht op een andere locatie dan het oorspronkelijke Bacatá.

## Beschrijving
Het fossiele exemplaar van de typesoort bestaat uit een gedeeltelijke onderkaak met tanden, gevonden in de Bogotá-formatie in de plaats Ciudad Bolívar in Bogotá, Colombia. De geschatte grootte van het hoefdier is de grootte van een hond.

## Paleoklimaat en milieu
De vondsten van leguanen, waaronder de fossielen van hoplocerciden, caenophidide en ungaliophiine slangen in de Bogotáformatie duiden op een tropisch bosmilieu, aanwezig vlak voor het Vroeg-Eoceen Klimaat Optimum (EECO). De overvloedige paleosolen van de Bogotáformatie tonen een toename in chemische verwering tijdens de Paleoceen-Eocene (P-E) overgang; het Paleocene-Eocene Thermal Maximum.